# Dansk Melodi Grand Prix 1958
Dansk Melodi Grand Prix 1958 var det andet Danske Melodi Grand Prix, og fandt sted 16. februar 1958 i Radiohusets studie 2. Værten var Sejr Volmer-Sørensen.
Der blev indsendt 114 melodier til Dansk Melodi Grand Prix 1958. De seks melodier blev udvalgt af Ole Mortensen, Kai Mortensen, Axel Tingsted og Walther Anton Schrøder. Komponister og tekstforfattere til sangene var hemmelige indtil efter vinderen var fundet.
En fagjury bestående af 10 personer valgte "Jeg rev et blad ud af min dagbog" sunget af Raquel Rastenni som vinder. Sangen blev nummer 8 i Eurovision Song Contest. 
| Nr. | Sang                             | Sanger                         | Sangskriver                      | Placering |
| --- | -------------------------------- | ------------------------------ | -------------------------------- | --------- |
| 1   | Nanina                           | Bent Weidich                   | Kjeld Bonfils, Poul Clemmensen   | -         |
| 2   | Jeg rev et blad ud af min dagbog | Raquel Rastenni                | Harry Jensen (som "Sven Ulrik")  | 1         |
| 3   | For altid                        | Birthe Wilke & Gustav Winckler | Eric Christiansen, Anni Weimar   | -         |
| 4   | Evas lille sang                  | Preben Uglebjerg               | Bjarne Hoyer, Ulla Vibæk         | -         |
| 5   | Mit gamle hakkebræt              | Preben Neergaard               | Eric Christiansen, Carl Andersen | -         |
| 6   | Refræn                           | Raquel Rastenni                | Eric Christiansen, Carl Andersen | -         |

## Eksterne kilder og henvisninger
- Dansk Melodi Grand Prix 1958 (Webside ikke længere tilgængelig)

| Musik | Spire Denne musikartikel er en spire som bør udbygges. Du er velkommen til at hjælpe Wikipedia ved at udvide den. |